# Karl Burkart
Karl Burkart (* 1798 in Stadtsteinach; † 27. Mai 1851 in München) war ein deutscher Verwaltungsjurist.

## Leben
Karl Burkart war der Sohn des Rentbeamten Franz Burkart, der 1829 im Alter von 76 Jahren in den Ruhestand ging. Sein Bruder war der Jurist und Politiker Friedrich Carl Burkart.
Er besuchte das Bamberger Gymnasium und studierte an der Universität Würzburg, dort gehörte er als Korpsstudent dem Corps Bavaria Würzburg an.
Nach Beendigung des Studiums begann er beim königlich bayerischem Landgericht und bei dem königlichen Rentamt in Scheßlitz.
1821 bestand er die juristische Konkursprüfung (Staatsprüfung) für den Staatsdienst mit Auszeichnung und 1823 absolvierte er die Konkursprüfung für den Höheren Finanzdienst, worauf er bei der Finanzkammer der königlichen Regierung des damaligen Obermainkreises (später Oberfranken) als Ratsacceß eingesetzt wurde. 1825 wurde er als Regierungsassessor zur Finanzkammer der königlichen Regierung nach Bayreuth versetzt. 1826 wurde er Rentbeamter in Stadtsteinach und 1829 in Scheßlitz, dort löste er seinen Vater ab, der in den Ruhestand ging.
1840 erfolgte seine Ernennung zum Regierungsrat bei der Finanzkammer der oberfränkischen Regierung in Bayreuth und 1847 wurde er als Oberrechnungsrat beim obersten Rechnungshof nach München versetzt, worauf im März 1849 die Beförderung zum Ministerialrat im Finanz-Department folgte.
Er war der ursprüngliche Verfasser des 1848 publizierten Gesetzes über Kapitalrenten- und Einkommensteuer.
Karl Burkart war mit Franziska, geb. Eschmann, Tochter eines Rentbeamten aus Kitzingen verheiratet, die er während seines Studiums in Würzburg kennenlernte. Gemeinsam hatten sie sechs Kinder, von denen ihn jedoch nur zwei Töchter überlebten.

## Auszeichnungen
Ihm wurde das Ritterkreuz des Verdienst-Ordens des Heiligen Michael durch den König verliehen.